# Emmanuelle Riva
Emmenuelle Riva (24. veljače 1927., Cheniménil – 27. siječnja 2017., Pariz), rodnim imenom Paulette Germaine Riva, je bila francuska glumica. Prvi nastup na filmu ostvarila je u hvaljenoj drami Hiroshima, mon amour. S 85 godina, ona je najstarija osoba nominirana za Oscara za najbolju glavnu glumicu u filmu Ljubav.

## Filmografija
| Godina | Naslov                 | Redatelj             | Bilješke                                                            |
| ------ | ---------------------- | -------------------- | ------------------------------------------------------------------- |
| 1959.  | Hiroshima, mon amour   | Alain Resnais        | Nominirana — BAFTA za najbolju glumicu                              |
| 1959.  | Kapò                   | Gillo Pontecorvo     |                                                                     |
| 1960.  | The Eighth Day         | Jaco Van Dormael     |                                                                     |
| 1960.  | Adua and Friends       | Antonio Pietrangeli  |                                                                     |
| 1961.  | Léon Morin, Priest     | Jean-Pierre Melville |                                                                     |
| 1962.  | Thérèse Desqueyroux    | Georges Franju       | Venecijanski filmski festival — najbolja glavna glumica             |
| 1965.  | Thomas the Impostor    | Georges Franju       |                                                                     |
| 1967.  | Risky Business         | André Cayatte        |                                                                     |
| 1993.  | Three Colors: Blue     | Krzysztof Kieślowski |                                                                     |
| 1999.  | Venus Beauty Institute | Tonie Marshall       |                                                                     |
| 2001.  | Médée                  | Don Kent             |                                                                     |
| 2009.  | A Man and His Dog      | Francis Huster       |                                                                     |
| 2011.  | Le Skylab              | Julie Delpy          |                                                                     |
| 2012.  | Amour                  | Michael Haneke       | BAFTA za najbolju glavnu glumicu Oscar nominacija za glavnu glumicu |

## Vanjske poveznice
- Emmanuelle Riva na Internet Movie Databaseu